# 释苇舫
释苇舫（1908年—1969年），俗姓朱，法名乘愿，男，江苏东台人，中国佛教僧人，曾任中国佛教协会常务理事。